# Вышково (Лихославльский район)
Вышково — село в Лихославльском районе Тверской области, входит в состав Микшинского сельского поселения.

## География
Расположено в 9 км на юго-запад от центра поселения села Микшино и в 13 км на северо-восток от районного центра Лихославля.

## История
В 1857 году в селе была построена каменная Воскресенская церковь с 2 престолами, метрические книги с 1800 года (разрушена в 1930-х годах).
В конце XIX — начале XX века село входило в состав Кузовинской волости Новоторжского уезда Тверской губернии. В 1884 году в селе было 56 дворов, церковно-приходская школа (осн. в 1884 году). Крестьяне занимались земледелием и ремеслами (валяльщики, овчинники, сапожники, столяры), разводили пчел, ходили на заработки в Тверь, Новгород, Петербург. В селе до 1917 находилось имение помещика Баньковского.  
В 1928 на базе бывшего имения создана коммуна "Красная звезда", в 1931 - колхоз "Красный вышковец". С 1929 года село являлось центром Вышковского сельсовета Лихославльского района Тверского округа Московской области, с 1935 года — в составе Калининской области, с 1994 года — центр Вышковского сельского округа, с 2005 года — в составе Микшинского сельского поселения.
В 1997 году в селе располагалась центральная усадьба колхоза "Серп и молот", до 2017 года действовала Вышковская основная общеобразовательная школа.

## Население
| 1859 | 1884 | 1997 | 2002 | 2010 |
| ---- | ---- | ---- | ---- | ---- |
| 243  | ↗321 | ↘293 | ↘285 | ↘225 |

## Инфраструктура
В селе имеются дом культуры (построен в 1958 г.), детский сад, фельдшерско-акушерский пункт, отделение почтовой связи.